# Спеціальна човнова служба
Спеціальна човнова служба (англ. Special Boat Service, SBS) — спеціальне військове формування Військово-морських сил Великої Британії, призначене для виконання завдань спеціальних та загальновійськових операцій, ведення партизанської війни. SBS разом зі Спеціальною повітряною службою (SAS), Спеціальним розвідувальним полком (SRR) та групою підтримки сил спеціальних операцій на чолі з директором спецвійськ входить до складу сил спеціальних операцій Великої Британії.
Спеціальна човнова служба, як й аналогічне формування британської армії Спеціальна повітряна служба, виконує широкий спектр завдань спеціального та надскладного характеру, водночас, цей підрозділ цільовим чином зосереджується на виконанні завдань у прибережній зоні та на морському й річковому просторах. У воєнний час та під час проведення військових операцій за кордоном обидва підрозділи діють малими групами на території зайнятій противником.

## Історія
Спеціальна човнова служба веде свою історію від створення в липні 1940 року офіцером британських командос Роджером Кортні Спеціальної човнової секції (Special Boat Section). У середині 1940 року Кортні був направлений до Об'єднаного тренувального центру в Акнакарі у Шотландському високогір'ї як рекрут командос. У той момент Роджеру і прийшла думка про створення спецзагону, який би спеціалізувався на морських операціях з використанням складних човнів-каяків. Однак, йому не вдалося переконати адмірала флоту Роджера Кіза, а пізніше адмірала Теодора Галлета в необхідності створення такої групи. Тому, Кортні вирішив піти на відчайдушний крок. Вночі, він непомітно підплив до великого десантного корабля «Гленгайл», що стояв на рейді Клайда й на борту якого перебувало чимало піхоти, потай проник на борт, написав свої ініціали на двері каюти капітана, вкрав чохол з гармати на палубі і непоміченим залишив корабель. Після чого він пред'явив свій трофей на нараді високопоставлених офіцерів, яке проходило в одному з готелів містечка Інверері. Своїм вчинком він переконав керівництво флоту в тому, що група, здатна виконувати завдання схожі на те, що він провів, може бути вельми корисною у війні. Кортні був підвищений до капітана і в його розпорядження виділили 12 осіб. Так з'явилася перша група SBS.
Спочатку група була названа загін «Фолбоат» (англ. Folboat), а в 1941 році була перейменована на 1-у Спеціальну човнову секцію. Підрозділ був переведений на Близький Схід, де увійшов до складу «Лейфорс», а пізніше 1-ї флотилії підводних човнів з базуванням на Александрії. 1-а секція проводила безліч амфібійних та розвідувальних операцій в акваторії Середземного моря, зокрема допомагали в евакуації британських військ з Крита, висаджувалися на берег Родос. У грудні сформована 2-га секція SBS. У липні 42-го року загін брав участь у рейдах на ворожі аеродроми на острові Крит, а у вересні взяв участь в операції «Англо», метою якої було здійснення диверсій на двох ворожих аеродромах, розташованих на острові Родос. З цієї операції повернулося всього 2 людини. Через великі втрати в ході рейду, ці командос були включені до складу САС.
У квітні 1943 року 1-ша секція СЧС переформована з доданням 250 осіб від Спеціальної повітряної служби та загону малих рейдових дій на Спеціальний човновий ескадрон під командуванням майора Ерла Джеліко. Ця група була направлена до Хайфи, де проводила спільні з греками тренування і підготовку до майбутніх операцій на Балканському півострові. 2-га СЧС не отримала ім'я Спеціальний човновий ескадрон, а залишилася, як Спеціальна човнова секція протягом усієї війни.
Після закінчення війни усі Спеціальні човнові підрозділи були розформовані, їх функції перейшли до командос Королівської морської піхоти Британії. Першої післявоєнною місією в дусі СБС стала операції з розмінування в Палестині і Хайфі.
Надалі фахівці Спеціальної човнової служби брали участь в Корейській війні, здійснюючи диверсійні вилазки на територію противника вздовж усього узбережжя Північної Кореї. Саме в ході Корейської війни частини вони вперше застосували тактику висадки з підводних човнів.
Надалі британські солдати брали участь у різного роду операціях, в Єгипті в 1952 році, під час Суецької кризи в 1956 році, в Лівії 1959 році, в Індонезії в 1961 та інші. Однак, операції носили, скоріше, розвідувальний характер ніж диверсійний.
У 1977 році назва була знову змінена на Спеціальний човновий ескадрон. У 1982 році, коли Аргентина вторглася на Фолклендські острови Спеціальна човнова служба спільно зі Спеціальною повітряною службою проводили операції на території ворога за лінією фронту. Єдиною прикрою втратою за весь хід Фолклендської кампанії стала загибель 2-х солдатів від «дружнього вогню» з боку САС, які прийняли патруль СЧС, що повертався з завдання, за аргентинців.
У 1987 році загін отримав своє нинішнє ім'я і став називатися «Спеціальна човнова служба».

## Відео
- British SBS — Special Boat Service Rare Footage — UKSF [Архівовано 11 липня 2015 у Wayback Machine.]